# Bassin du Diable
Pour les articles homonymes, voir Le Bassin du Diable.
Le bassin du Diable est un point d'eau français de l'île de La Réunion, département d'outre-mer dans le sud-ouest de l'océan Indien. Il est situé à environ 500 mètres d'altitude dans le lit du Grand Bras, un affluent de la rivière Saint-Denis, fleuve qui se jette dans l'océan Indien. Ce faisant, le bassin du Diable relève du territoire de la commune de Saint-Denis, le chef-lieu de La Réunion, mais aussi du parc national de La Réunion. On le trouve à peu de distance à l'ouest du centre du village du Brûlé, dans les Hauts de cette commune.

## Légende
À ce bassin est associé une légende racontée au XIXe siècle dans l'Album de La Réunion d'Antoine Louis Roussin et réécrite en 1977 par Jean-François Samlong dans Le Bassin du Diable.
Une dénommée Zoura, fille de Cambo et de Nariana, âgée de 18 ans, faisait l'admiration de tous par sa beauté. Mais altière et dédaigneuse, elle méprisait ses soupirants. Un jour, au hasard d'une de ses promenades en forêt, elle découvrit un précipice dont les bords formaient un entonnoir et sur l'un de ces bords, une fleur d'un rouge éclatant, contrastant avec le vert du gazon qui l'entourait. Elle résolut de mettre à l'épreuve son soupirant du moment en lui demandant d'aller cueillir la fleur. Ce dernier s'exécute, y parvient presque, mais glacé d'effroi par le regard de cette créature démoniaque, lâche prise et tombe dans l'abîme.
Malgré ce drame, Zoura continue à ravager les cœurs des jeunes gens des environs. Mais survient un inconnu et les rôles vont changer. En effet, Zoura se sent éprise pour lui d'une folle passion payée d'une redoutable indifférence.
Un soir l'étranger lui déclare qu'il est fils de génie et qu'il lui montrera  ses richesses si elle accepte de la suivre. 
Le lendemain, toute la communauté se trouve mystérieusement convoquée aux bords du précipice. Bientôt apparaissent la belle Zoura et l'inconnu qui lui dit : "Tu as voulu la fleur, tu l'auras". En effet, il va la cueillir et la lui remet. Dès que Zoura la prend, des gouttes de sang se mettent à couler entre ses doigts. De son côté, l'étranger se métamorphose et Zoura s'écrie :  "Le diable !". "Non, dit-il, c'est la justice que je représente". À ce moment, il prend Zoura dans ses bras et l’entraîne dans le vide. Une forte odeur de soufre se manifeste et le gouffre béant se remplit d'eau, prenant ainsi le nom de "bassin du Diable".